# Avren (Kırklareli)
Pour les articles homonymes, voir Akören et Avren.
Akören pour les turcs, Avren (Аврен) pour les bulgares, est un village du nord-ouest de la Turquie.

## Géographie
Akören est situé en Thrace orientale, dans la partie européenne de la Turquie. La localité fait partie de la district de Pinarhisar qui est inclus dans la province de Kirklareli.